# パーフェクト・ブルー
『パーフェクト・ブルー』は、宮部みゆき著の日本の推理小説。また、それを原作とした日本のテレビドラマ。

## 概要
宮部みゆきのデビュー作となる長編ミステリー小説である。ミステリ叢書『鮎川哲也と十三の謎』の第5回配本として1989年2月に発表された。宮部が、1986年オール讀物推理小説新人賞最終候補作になった時の選評を読んだ折原一が、まだ出版された本のなかった宮部の力量を見抜き、編集担当の戸川安宣に推薦して、出版が決まった。

## あらすじ
高校野球界のスーパースター・諸岡克彦への恐喝事件は放火殺人へと発展し、容疑者として次男・諸岡進也が挙げられた。探偵事務所所長で父親の蓮見浩一郎から、進也の捜索を依頼されていた探偵事務所の蓮見加代子は、克彦の死の謎を解くため事件の真相解明に乗り出した。
また同時期、三友製薬でも過去のある薬品について脅迫を受けていたが、その処理にあたる木原和夫は三友製薬の負の顔を知っていくことになる。「ナンバー・エイト」と呼ばれる謎の新薬『パーフェクトブルー』をキーワードに、2つの事件が繋がる真相とは？

## 刊行情報
- 鮎川哲也と十三の謎『パーフェクト・ブルー』 東京創元社、1989年2月発行。ISBN 978-4488023157
- 創元推理文庫『パーフェクト・ブルー』 東京創元社、1992年12月発行[2]。ISBN 978-4488411015
- 宮部みゆきアーリーコレクション『パーフェクト・ブルー』（新装版） 新潮社、2008年4月発行[3]。ISBN 978-4103750086

## テレビドラマ

### 2010年版
2010年2月7日にWOWOWの「ドラマW」で放送後、同年9月18日から1週間限定で劇場公開された。『理由』『長い長い殺人』に続く、「宮部みゆき×WOWOW」コラボレーション第3作目にあたる。監督は下山天。

#### ストーリー（2010年版）
将来を嘱望されていた高校球児・諸岡克彦が殺害された。容疑は、家出をしていた克彦の弟・進也にかかる。偶然、彼らの父・諸岡三郎から、家出を繰り返す問題児の進也の捜索を依頼されていた探偵事務所の蓮見加代子は、進也の容疑を晴らそうと、父親の探偵事務所長・蓮見浩一郎、愛犬マサと一緒に真相究明に乗り出す。同じ頃、製薬会社の三友製薬でも事件が起きていた。

#### キャスト（2010年版）
- 蓮見 加代子（蓮見探偵事務所調査員） - 加藤ローサ
- 蓮見 糸子 （加代子の妹）- 小野明日香
- 諸岡 進也（諸岡家次男、容疑者） - 中村蒼
- 結城 雅之（三友製薬を恐喝） - 津田寛治
- 木原 和夫（三友製薬総務課長） - 小市慢太郎
- 宮本刑事（港東署刑事、克彦殺害事件担当） - 甲本雅裕
- 諸岡 久子（克彦と進也の母） - 藤田朋子
- 上村 大樹（三友製薬・経営コンサルタント） - 升毅
- 幸田 俊朗（三友製薬社長） - 大杉漣
- 蓮見 浩一郎（蓮見探偵事務所所長、加代子の父） - 宅麻伸
- 諸岡 三郎（克彦と進也の父、依頼者） - 石黒賢
- マサ（元警察犬）
- 諸岡 克彦（諸岡長男の高校球児、殺害） - 松岡佑季

#### スタッフ（2010年版）
- 原作 - 宮部みゆき
- 監督 - 下山天
- 脚本 - 伊藤崇
- 撮影 - 柳田裕男
- 美術 - 佐原敦史
- 音楽 - 吉川清之
- 提供 - ソニー・ピクチャーズ エンタテインメント、WOWOW
- 配給 - 角川シネプレックス

### 2012年版
『宮部みゆきミステリー パーフェクト・ブルー』のタイトルでTBS系列のパナソニック ドラマシアター枠にて2012年10月8日から12月17日まで毎週月曜日の20:00 - 20:54（JST）に放送された。瀧本美織は本作が民放連続ドラマでの単独初主演。
キャッチコピーは「女性探偵は追い続ける、残酷な真実『パーフェクト・ブルー』を。」

#### ストーリー（2012年版）
7年前、新聞記者をしていた蓮見浩一郎は「パーフェクト・ブルー」という言葉を残して、自ら手首を切って自殺する。
浩一郎の死を目撃してしまった糸子は父親の命日が近づくと、そのときの光景がフラッシュバックのように蘇り、傷まれない気持ちに苛まれる。糸子の姉、加代子は妹を含む被害者を救うため事件解決に奔走する。

#### キャスト（2012年版）
蓮見探偵事務所
- 蓮見 加代子（調査員・蓮見家の長女） - 瀧本美織
- 君塚 奈々（調査員・通称「ナナ」） - 平山あや
- 長嶋 桃子（調査員・通称「モモ」） - 白鳥久美子（たんぽぽ）
- 江島 瑠璃子（調査員・通称「ルル」・似顔絵が得意） - 麻生かほ里
- 三浦 美智子（調査員・通称「ミミ」） - 根岸季衣
- マサ (声) （元直轄警察犬） - 船越英一郎※友情出演
- 蓮見 糸子（女子高生・蓮見家の次女） - 高橋春織（幼少期：茂内麻結）
- 蓮見 浩一郎（日東新聞社会部記者・蓮見姉妹の父親） - 船越英一郎
- 蓮見 杏子（所長・蓮見姉妹の母親） - 財前直見

富士坂警察署
- 宮本 俊一（新人刑事・藤永の部下） - 水上剣星
- 藤永 環（ベテラン刑事） - 渡辺哲

ラ・シーナ
- 諸岡 進也（高校生・住込みアルバイト店員） - 中川大志
- 椎名 悠介（マスター） - 寺脇康文

その他
- 鹿沼 暁（テレビ局プロデューサー） - 吉家章人
- 渡辺 百合恵（流通ジャーナリスト・ジャストモーニング出演者） - 酒井麻吏
- 宗田 淳一（10歳で肝臓を患い他界） - 坂口湧久
- 宗田 八重子（淳一の母親） - 奥貫薫

#### ゲスト（2012年版）
- 第1話
  - 藤実 咲子（依頼人・ストーカー被害者） - 星野真里
  - 井波 孝（洋の弟・東洋音楽大学学生） - 窪田正孝
  - 井波 洋（証券会社社員） - 大沢健
- 第2話
  - 藤堂 公久（内堀中学校生徒） - 平岡拓真
  - 前島 智之（公久の同級生） - 根岸泰樹
  - 藤堂 治夫（公久の父親） - 住田隆
  - 藤堂 典子（公久の母親・ベニースーパー店員） - 山﨑千惠子
  - 前島 文成（智之の父親・大日商事営業部部長） - 山崎一
  - 生駒 澄子（愛猫穣太郎の飼主） - 吉田幸矢
- 第3話
  - 紺野 千尋（ひかりの養母・服飾デザイナー） - 手塚理美（高校時代：篠田光里 / 青年期：浜田えり子）
  - 真島 啓子（ひかりの実母・竹和タクシー運転手） - 愛華みれ（高校時代：椿晶子 / 青年期：梅舟惟永）
  - 紺野 ひかり（依頼人） - 水谷妃里（幼少期：加藤凛々花）
  - 中島 和実（食事処なかじま経営者 / 千尋・啓子の高校時代の同級生） - 歌川椎子（高校時代：石丸奈菜美）
  - 芹沢 保（フリージャーナリスト） - 近江谷太朗
  - 吉岡 剛（啓子の夫） - 辞本直樹
- 第4話
  - 宇野 敏彦（相沢アンティーク社員） - 葛山信吾
  - 秋末 次郎（相沢アンティーク経理部長） - 利重剛
  - 宇野 友恵（敏彦の妹） - 早織
  - 相沢 一郎（相沢アンティーク社長） - 清水昭博
  - 秋末 雅史（画家・次郎の息子） - 戸谷公人
  - 相沢 伸江（一郎の妻） - 鳥居かほり
  - 伊東 あけみ（千鳥精神神経センター入院患者） - 志保
- 第5話
  - 御園 明子（雅人の妻） - 杉田かおる
  - 植草 篤 - モロ師岡
  - 御園 雅人（君に捧げたい脚本家） - 菅原大吉
  - 白鳥 みずえ（江東区立見琴小学校児童） - 熊田胡々
  - 白鳥 和男（白鳥ハウスキーピングサービス経営者） - 迫田孝也
  - 白鳥 律子（みずえの母親） - 山田キヌヲ
  - 松井 千鶴（サイボウズ出版週刊INDEX記者） - 笠木泉
  - 福田美姫（君に捧げたいヒロイン子役）
  - 伊吹吾郎（君に捧げたい主演俳優・玲野役）※特別出演
- 第6話
  - 葉山 夕紀（葉山家長女） - MEGUMI
  - 玉井 恵介（M企画社員） - 細田よしひこ
  - 葉山 江利子（健次郎・夕紀の母親） - 風祭ゆき
  - 甲斐 英樹（M企画代表） - 松尾敏伸
  - 西宮 一真（M企画社員） - 大口兼悟
  - 木佐貫 博司（木佐貫法律事務所弁護士） - 桜井聖
  - 葉山 健次郎（葉山家長男） - 明石鉄平
  - 葉山 清一（資産家） - 浜田晃
- 第7話
  - 中山 雄一（康夫の父親） - 鶴見辰吾
  - 西岡 雅美（亜美の母親） - 肘井美佳
  - 水沢 夏美（玲奈の母親） - いせゆみこ
  - 中山 康夫（東峰理科大学学生） - 大和田健介
  - 西岡 裕二（亜美の父親） - 岩瀬亮
  - 西岡 亜美（雅美・裕二の娘） - 渡邉このみ
  - 前川 靖子（東京都江東児童相談所児童福祉司） - 田島令子
  - 清水 義男（ASUKAモータース常務） - 堀内正美
  - 水沢 玲奈（夏美の娘） - 山田菜々香
- 第8話
  - 麻生 亜紀恵（フォーブライダル社長） - 横山めぐみ（幼少期：熊田聖亜）
  - 麻生 保（公認会計士・亜紀恵の夫） - 堀部圭亮
  - 三沢 紀子（フォーブライダル副社長） - 中島ひろ子
  - 佐伯 怜子（クラフトショップfall経営者） - 宮澤美保
  - 酒井 大輔（西園寺ホテル宴会営業部社員） - 累央
  - 森末 幸司（森末会計事務所所長） - 中丸新将
- 第9 - 最終話
  - 諸岡 久子（克彦・進也の母親） - 菊池麻衣子
  - 諸岡 克彦（鶴和学院野球部投手） - 野村周平（少年期：武井琢磨）
  - 山瀬 浩（鶴和学院中退） - 黒木辰哉（少年期：凱斗）
  - 山瀬 桂子（浩の母親） - 安藤麻吹
  - 山瀬 憲治（浩の父親） - 夏井貴浩（第9話）
  - 前田 大和（鶴和学院野球部監督） - 青山草太（第9話）
  - 御手洗 大吾（イツワ出版記者） - 山中アラタ（第9話）
  - 一星 透（蓮王学園野球部顧問） - 斎藤洋介（第9話）
  - 諸岡 三郎（克彦・進也の父親） - 近藤芳正（第10 - 最終話）
  - 結城 雅之（フリーライター） - 山崎銀之丞（第10 - 最終話）
  - 幸田 俊郎（朝倉製薬専務） - 団時朗（第10 - 最終話）
  - 植田 涼子（経営危機管理コンサルタント） - 古手川祐子（第10 - 最終話）

#### スタッフ（2012年版）
- 原作 - 宮部みゆき「パーフェクト・ブルー」「心とろかすような─マサの事件簿」（創元推理文庫刊）
- 脚本 - 山崎淳也、高橋悠也、大石哲也
- 脚本協力 - 髙橋幹子
- 主題歌 - 柴咲コウ「My Perfect Blue」（Nayutawave Records）[5]
- 音楽 - 寺田志保
- 演出 - 唐木希浩、田中峰弥、浅見真史
- 演出補 - 山下司、酒見顕守、小原由未恵、尾本克宏、鈴木農史
- 音響効果 - 原田慎也、茂野敦史（メディアハウスサウンドデザイン） / 羽田野みゆき
- タイトルバック - 小林恵美
- CG - 中村大輔
- 取材協力 - 青木ちなつ探偵事務所
- 探偵監修 - IRS女性調査事務所
- 法律監修 - 泉総合法律事務所
- 警察監修 - 高瀬清
- 医療監修 - 医療コーディネータージャパン、内ヶ崎西作（日本大学医学部法医学准教授）
- 野球指導 - 川並淳一（第9話）
- ファイティングコーディネーター - 佐々木修平
- ガンエフェクト - 納富喜久男
- ドッグトレーナー - 長澤拓真
- 企画協力 - 河野治彦（大沢オフィス）
- 技術協力 - ビデオスタッフ
- 照明協力 - ザ・ホライズン
- 美術協力 - アックス
- プロデューサー - 白石統一郎（C.A.L）、晴野善博（トータルメディアコミュニケーション）
- プロデューサー補 - 中川裕規、依知川弥生、廣上佳奈
- 制作協力 - トータルメディアコミュニケーション
- 制作 - C.A.L
- 製作 - TBS、C.A.L

#### サブタイトル（2012年）
| 各話                                                    | 放送日         | サブタイトル                                      | 脚本     | 演出     | 視聴率 |
| ------------------------------------------------------- | -------------- | ------------------------------------------------- | -------- | -------- | ------ |
| 第1話                                                   | 2012年10月08日 | 死体が消えた?! 残酷な嘘…女性探偵が追う悲しい真実  | 山崎淳也 | 唐木希浩 | 9.0%   |
| 第2話                                                   | 2012年10月15日 | 連続動物虐待とホームレス殺人! 心の闇と家族の涙    | 山崎淳也 | 唐木希浩 | 7.1%   |
| 第3話                                                   | 2012年10月22日 | 24年後の脅迫! 狙われた過去…母が隠す娘の秘密とは   | 山崎淳也 | 田中峰弥 | 9.2%   |
| 第4話                                                   | 2012年10月29日 | 命を賭けた涙の贖罪金で幸せを買った白い騎士とは?   | 高橋悠也 | 浅見真史 | 7.7%   |
| 第5話                                                   | 2012年11月05日 | 妻に捧げた物語…人気脚本家が落ちた罠!! 少女の真実  | 高橋悠也 | 唐木希浩 | 7.9%   |
| 第6話                                                   | 2012年11月12日 | 殺人犯を愛してしまった女…許されぬ恋の結末は!?     | 高橋悠也 | 田中峰弥 | 8.6%   |
| 第7話                                                   | 2012年11月19日 | ひき逃げと児童虐待悔いた母…命を賭けたつぐない     | 大石哲也 | 浅見真史 | 6.2%   |
| 第8話                                                   | 2012年11月26日 | 失踪の夫が謎の死!? 妻が知った悲しい嘘と最期の伝言 | 大石哲也 | 唐木希浩 | 8.8%   |
| 第9話                                                   | 2012年12月03日 | お前を燃やす!? 狙われた息子の命を助けて母の叫び   | 高橋悠也 | 田中峰弥 | 8.6%   |
| 第10話                                                  | 2012年12月10日 | 残酷な運命の歯車!! 夫は息子は何故死んだ闇に光が…  | 高橋悠也 | 浅見真史 | 7.6%   |
| 最終話                                                  | 2012年12月17日 | 全ての真相は今夜! 二人の父親の闇と光…ありがとう   | 高橋悠也 | 唐木希浩 | 8.3%   |
| 平均視聴率 8.1%（視聴率は関東地区・ビデオリサーチ社調べ |                |                                                   |          |          |        |

| TBS パナソニック ドラマシアター         | TBS パナソニック ドラマシアター                                      | TBS パナソニック ドラマシアター                                    |
| 前番組                                  | 番組名                                                               | 次番組                                                             |
| --------------------------------------- | -------------------------------------------------------------------- | ------------------------------------------------------------------ |
| 浪花少年探偵団 （2012.7.2 - 2012.9.17） | 宮部みゆきミステリー パーフェクト・ブルー （2012.10.8 - 2012.12.17） | ハンチョウ〜警視庁安積班〜 （シリーズ6） （2013.1.14 - 2013.3.18） |